# Gårdby
Gårdby är en tätort och kyrkby i Gårdby socken i Mörbylånga kommun i Kalmar län, belägen på östra Öland drygt en mil sydöst om Färjestaden.

## Befolkningsutveckling
| Befolkningsutvecklingen i Gårdby 1960–2020 | Befolkningsutvecklingen i Gårdby 1960–2020 | Befolkningsutvecklingen i Gårdby 1960–2020 | Befolkningsutvecklingen i Gårdby 1960–2020 | Befolkningsutvecklingen i Gårdby 1960–2020 |
| ------------------------------------------ | ------------------------------------------ | ------------------------------------------ | ------------------------------------------ | ------------------------------------------ |
|                                            |                                            |                                            |                                            |                                            |
| År                                         |                                            |                                            | Folkmängd                                  | Areal (ha)                                 |
| 1960                                       | 1960                                       |                                            | 218                                        |                                            |
| 1965                                       | 1965                                       |                                            | 210                                        |                                            |
| 1980                                       | 1980                                       |                                            | 232                                        |                                            |
| 1990                                       | 1990                                       |                                            | 287                                        | 61                                         |
| 1995                                       | 1995                                       |                                            | 292                                        | 62                                         |
| 2000                                       | 2000                                       |                                            | 257                                        | 62                                         |
| 2005                                       | 2005                                       |                                            | 262                                        | 61                                         |
| 2010                                       | 2010                                       |                                            | 257                                        | 61                                         |
| 2015                                       | 2015                                       |                                            | 277                                        | 75                                         |
| 2020                                       | 2020                                       |                                            | 261                                        | 75                                         |
| Anm.: Ej tätort 1970-1975.                 |                                            |                                            |                                            |                                            |

## Samhället

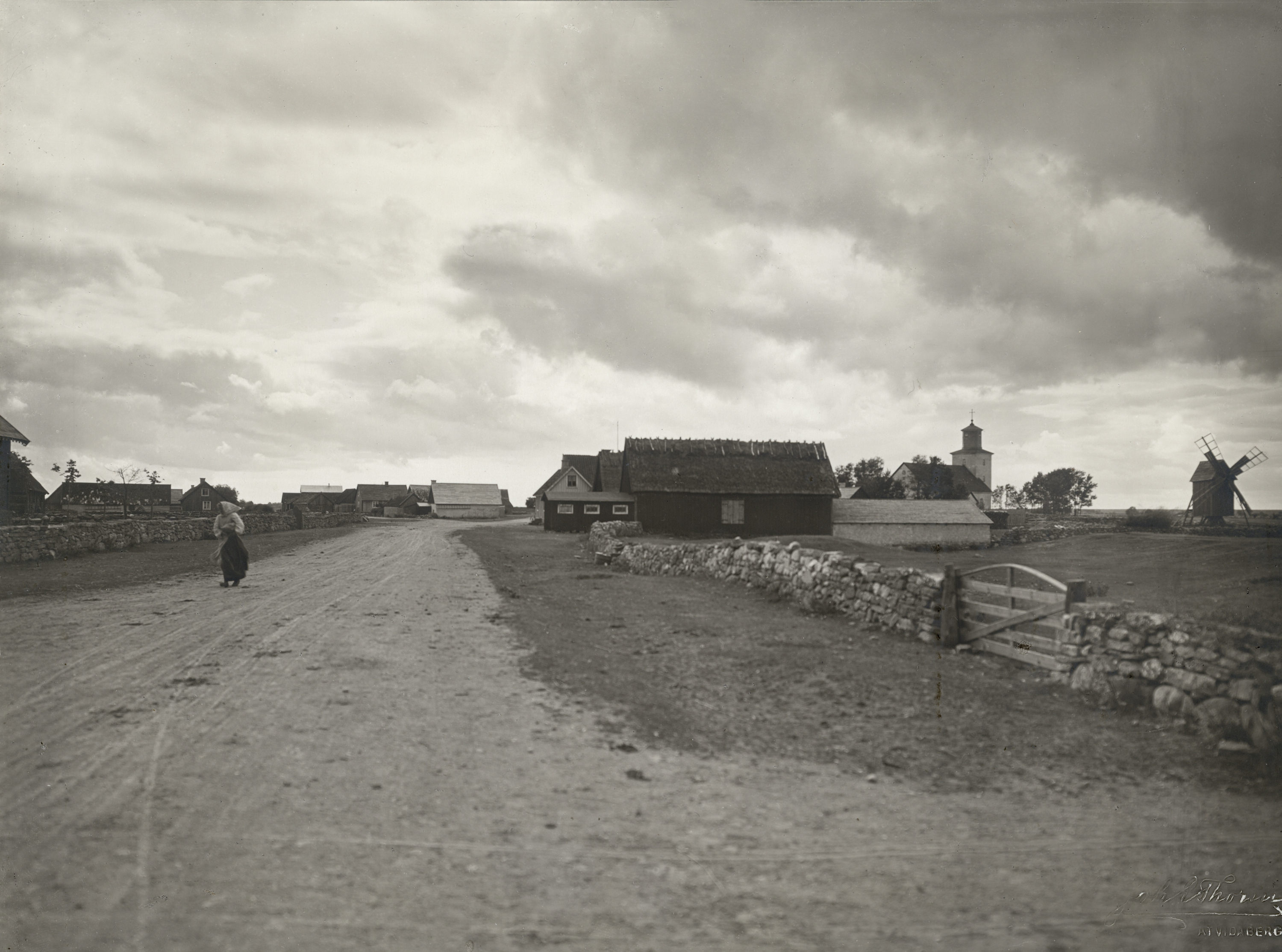
Gårdby, 1906

Här ligger Gårdby kyrka och Eksgården med Gårdby Café och lanthandel. Vid kyrkan står Gårdbystenen, en runsten daterad från vikingatiden.
Gårdby förärades hösten 2012 titeln Årets Ölandsby.